# Mademoiselle Dugazon
Mademoiselle Dugazon, död 1789, var en fransk skådespelare. 
Hon var engagerad vid Comédie-Française i Paris mellan 1767 och 1788. 
Hon spelade spelade främst subretter i komedier.